# Selenocosmia lyra
Selenocosmia lyra är en spindelart som beskrevs av Embrik Strand 1913. Selenocosmia lyra ingår i släktet Selenocosmia och familjen fågelspindlar. Inga underarter finns listade i Catalogue of Life.